# Ecklonia
Ecklonia is een geslacht van kelp uit de familie Lessoniaceae. De wetenschappelijke naam werd oorspronkelijk gepubliceerd in 1828 door  J.W. Hornemann.

## Soorten
- Ecklonia biruncinata
- Ecklonia brevipes
- Ecklonia cava
- Ecklonia fastigiata
- Ecklonia kurome
- Ecklonia maxima
- Ecklonia muratii
- Ecklonia radiata
- Ecklonia stolonifera